# La Pietà de Spello
La Pietà de Spello ou Pietà entre les saints Jean et Madeleine (en italien : La Pietà di Spello ou encore Pietà tra i Santi Giovanni e Maddalena) est une fresque, une peinture religieuse du Pérugin, datant de 1521, conservée en l'église Santa Maria Maggiore à Spello.

## Histoire
L'origine de l'œuvre, qui a été réalisée en 1521 et qui se situe actuellement sur le transept gauche de l'église, est inconnue.

## Thème
L'œuvre reprend la représentation récurrente de l'iconographie chrétienne  de la Pietà, ou Vierge de Pitié, représentant la Vierge Marie en Mater dolorosa (expression latine), mère pleurant son fils qu'elle tient sur ses genoux, en l'occurrence Christ descendu mort de la Croix avant sa mise au tombeau, ici en présence des saints Jean et Marie-Madeleine.

## Description
La scène se situe dans une cour, dotée d'un pavement perspectif à dalles carrées et un muret.
Jésus-Christ mort, vêtu de son seul périzonium, apaisé, est assis sur les genoux  de Marie dont le regard absent semble regarder en direction de Marie-Madeleine ; ses plaies sont toutes visibles : à la main gauche posée sur la droite, aux pieds, au flanc droit, autour de sa tête. Il est encadré par, à gauche,  saint Jean priant, qui regarde agenouillé le spectateur, et, à droite,  Marie-Madeleine, elle aussi agenouillée, les mains aux doigts imbriqués sous son ventre, regarde pieusement le Christ.
Les figures latérales, deux chérubins et deux « pendants » avec le nom et la date d'exécution, sont postés symétriquement par rapport à l'axe central formé par le l'imposant trône avec chapiteau occupé par le groupe sacré. Le paysage au-dessus du muret fait apparaître en arrière-plan  une plaine, des collines, des branches d'arbrisseau, une ville fortifiée se perdant à l'horizon dans un ciel clair qui se bleuit vers le haut.
Tous les personnages sont auréolés d'un disque perspectif doré. L'auréole du Christ comporte sa croix.

## Analyse
Le Pérugin a recours avec assurance à ce schéma de puissant équilibre, composé sur la symétrie, une caractéristique typique de l'artiste.
L'expression des personnages exclut tout témoignage de souffrance, en faveur d'une attitude légèrement mélancolique dans une attitude élégante et soigneusement équilibrée. L'expression du Christ qui semble apaisé sur les genoux de Marie exclut tout témoignage de souffrance, en faveur d'une attitude légèrement mélancolique.

## Sources
- Voir liens externes